# Palazzo Pretorio (Vilminore di Scalve)
Il palazzo Pretorio di Vilminore di Scalve è sede della Comunità Montana della Valle di Scalve e dell'ufficio Turistico. Risalente al XIV secolo conserva, nella parte più antica, le prigioni cittadine.

## Storia
Il 9 gennaio 1375 membri rappresentativi delle famiglie della comunità di Scalve si ritrovarono a deliberare circa la volontà di costruire un edificio pubblico sulla piazza del Malconsiglio detta Mael che doveva diventare la sede e la residenza del podestà cittadino. La vicinia di Scalve detta Vallis Decia dal nome del fiume Dezzo, comprendeva nel XIII secolo, i comuni di Colere, Schilpario, Azzone, e Vilminore, e dal 1231 la comunità era feudo della famiglia Capitanio, titolo ottenuto dal vescovo di Bergamo. I rappresentanti della vicinia accettarono un podestà esterno, in carica per un solo anno che aveva il potere di emanare sentenze sia civili che penali. Si presume che dal 1195 avesse l'abitazione entro i confini del paese in una località che doveva dividere Vilminore da Vilmaggiore. Nel 1202 era presente il podestà Raimondo de Capitanio, il quale divise il territorio e il patrimonio tra Valbondione e Vilminore formando quello che fu denominato Comune dei Dieci Dinari.
Il primo blocco del palazzo era un torrione con le prigioni al piano terra e le stanze del podestà nei piani alti, anche se questi continuava a esercitare il proprio potere di giudice all'esterno dell'edificio, sulla strada che collegava i paesi scalvini, il sottopassaggio dove emanava gli editti è ancora presente sull'antica strada.

La prima citazione risale quindi al 9 gennaio 1375, quando la costruzione viene indicata presente nella piazza del comune di Vilminore di Scalve. Due secoli dopo, nel 1563 la comunità acquistò proprietà della famiglia Capitanio aumentando così i locali del palazzo con le nuove prigioni. I locali cambiarono di destinazione nei secoli diventando anche il deposito del Monte di Pietà dal 1602 istituito da Gregorio Morelli, personaggio di un certo peso presso la corte imperiale viennese. Il palazzo fu nuovamente ampliato nel 1675, con l'aggiunta di parte di abitazione della famiglia Ronchis. Nel XX secolo, diventando di proprietà dell'amministrazione comunale è diventata sede della comunità Montana di Scalve.
L'ultimo restauro del palazzo fu della fine del XX secolo con la pulitura di intonaco e il restauro di parti di affreschi presenti sulla facciata.

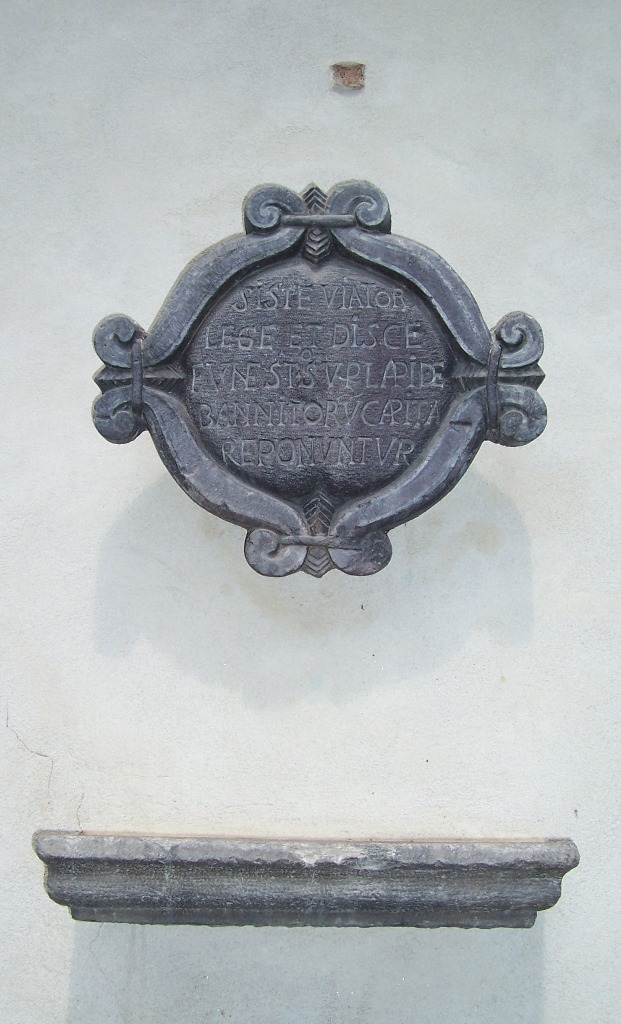
Lapide per le teste dei banditi - Vilminore di Scalve (Foto Luca Giarelli)

## Descrizione
Il palazzo presenta al piano terreno tre grandi aperture ad arco ribassato, aventi una zoccolatura in blocchi di pietra. Il piano nobile presenta quattro finestre rettangolari e quello superiore il balconcino in ferro voluto da Nicolò Morelli, figlio del più famoso Gregorio, che donò alla comunità al costo di 25 lire imperiali. La parete conserva affreschi raffiguranti putti, fiori e motivi fitomorfi. Lateralmente la facciata conserva tracce di due pitture raffiguranti figure femminili, probabilmente una Madonna col Bambino e una figura femminile che compie il gesto di indicare.
Un anello in ferro, ancora infisso al muro, un tempo con catena, era il luogo dove venivano legati i prigionieri e lasciati alla berlina della gente. Vi è anche un blocco di pietra dove è incisa un'epigrafe con la scritta: SITE VIATOR LEGE ET DISCE FUNEST SUP. LAPIDE  BANNITORUM CAPITA REPONUNTUR (fermati viandante, leggi e impara, sopra la pietra vengono deposte le teste dei banditi, sotto vi è infatti una mensola in pietra.
L'accesso al palazzo conduce su una scala in pietra che si collega con il Salone delle udienze risalente al XVI secolo, dove venivano impartite le sentenze del podestà e dei giudici.
Le pareti conservano affreschi con i blasoni delle famiglie nobili della valle e dei pretori. Di alcuni di questi pretori vi sono conservati i ritratti su tela. Pochi di questi si sono salvati a causa dei furti avvenuti durante l'occupazione napoleonica o diventati proprietà privata delle relative famiglie. Il camino in pietra di Sarnico presenta conserva incisa sull'architrave il nome del pretore SYLLANO LICINO JURISCONS PRETORE 1594.
Al piano terreno sono ancora visitabili le antiche carceri, vi è infatti un locale con le pareti completamente foderate in tavole di larice bloccate con spranghe di ferro chiodate illuminato da una piccola finestra munita di doppie inferriate.